# كييتشي ميازاوا
كييتشي ميازاوا (باليابانية: 宮澤 喜一 ميازاوا كييتشي ) (8 أكتوبر 1919 - 28 يونيو 2007)، سياسي ياباني شغل منصب رئيس وزراء اليابان السابع والثمانون. خلال زيارة إلى كوريا الجنوبية، رئيس الوزراء الياباني كييتشي ميازاوا يعتذر عن إجبار النساء الكوريات على العبودية الجنسية خلال الحرب العالمية الثانية.

## وفاته
توفي ميازاوا في طوكيو عن عمر يناهز 87 عامًا في 28 يونيو 2007.

## روابط خارجية
- كييتشي ميازاوا على موقع الموسوعة البريطانية (الإنجليزية)
- كييتشي ميازاوا على موقع مونزينجر (الألمانية)
- كييتشي ميازاوا على موقع إن إن دي بي (الإنجليزية)